# Nierad
Nierad, Niered – staropolskie imię męskie złożone z członów Nie- (przeczenie) i -rad ("być zadowolonym, chętnym, cieszyć się"). Być może oznaczało "ten, który się nie cieszy".
Żeński odpowiednik: Nieradka.